# あんぽんたんの木
あんぽんたんの木（あんぽんたんのき）は、室蘭市に存在する木。

## 概要
室蘭市内の道路の中央に生えているクロマツの木。樹齢は80年ほどで幹周は182cmほどになる。高さは13.5メートルほど。あんぽんたんの木が生えている道路の幅は6メートルほど。1965年ごろから道路として使われるようになり、2002年に国有地から市有地になっていた。
あんぽんたんの木が生えている土地は、周囲が住宅地として開発されるにあたり正式に市道として認定されることとなる。このことから、あんぽんたんの木には車が接触した跡もあることから交通安全上問題があると判断して、室蘭市は伐採することとしていた。
あんぽんたんの木を伐採することに対しては、反対する意見が多く寄せられる。これは付近の公立中学校でも大きな話題となる。付近の公立中学校の運動部が行うランニングの折り返しになっていた。校内でアンケートを行ったところ、伐採に反対が賛成を大きく上回った。
室蘭市はこういった要望を受けて、あんぽんたんの木を残して交通安全できないかを再検討する。樹木医からは衰弱の可能性は無いと診断される。道路拡充や交通安全では周囲から協力を得られることとなったため伐採しないこととなった。付近の土地の所有者は10平方メートルを無償貸与することとなったため車を通行できる幅を確保。あんぽんたんの木の前後にクッションドラムなどを設置することで交通安全できるようにすることとなった。